# Демиркёй
Демиркёй (тур. Demirköy, букв. «железная деревня», болг. Малък Самоков) — город и район в провинции Кыркларели (Турция).

## География
В районе Демиркёй находится озеро Сака, имеющее охранный статус (заповедник).